# 孔忠 (汉朝)
孔忠（？—？）。字子貞，西汉时鲁国人。孔子十代孫，孔箕玄孙，孔穿曾孙，孔谦之孙，奉祀君孔腾之子。
孔忠博通六藝，志趣高尚。漢文帝時孔忠被徵召為博士，活到五十七歲的时候，孔忠去世。《史記·孔子世家》作“子襄生忠，年五十七。忠生武，武生延年及安国”。